# Berry Powel
Pour les articles homonymes, voir Powel.
Berry Powel est un footballeur néerlandais né le 2 mai 1980 à Utrecht.

## Palmarès
- FC Den Bosch
  - Champion de Eerste divisie en 2004.
  - Meilleur buteur de Eerste divisie en 2006. (19 buts / 24 matchs)
- De Graafschap
  - Champion de Eerste divisie en 2007 et 2010.
  - Meilleur buteur de Eerste divisie en 2007. (29 buts / 36 matchs)